# 布勞蒂城堡
布勞蒂城堡（英語：Broughty Castle）是一個位於蘇格蘭鄧迪布勞蒂費里，泰河旁的城堡。城堡於1495年完工，儘管早在1454年第四代安格斯伯爵喬治·道格拉斯已獲得許可在此地加強防禦工事。他的兒子第五代安格斯伯爵阿奇博爾德·道格拉斯被迫把城堡交給王室。城堡高四層，在城堡中央的主臺屋由第二代格雷勳爵安德魯·格雷在1490年建造。

## 歷史

### 粗暴求婚

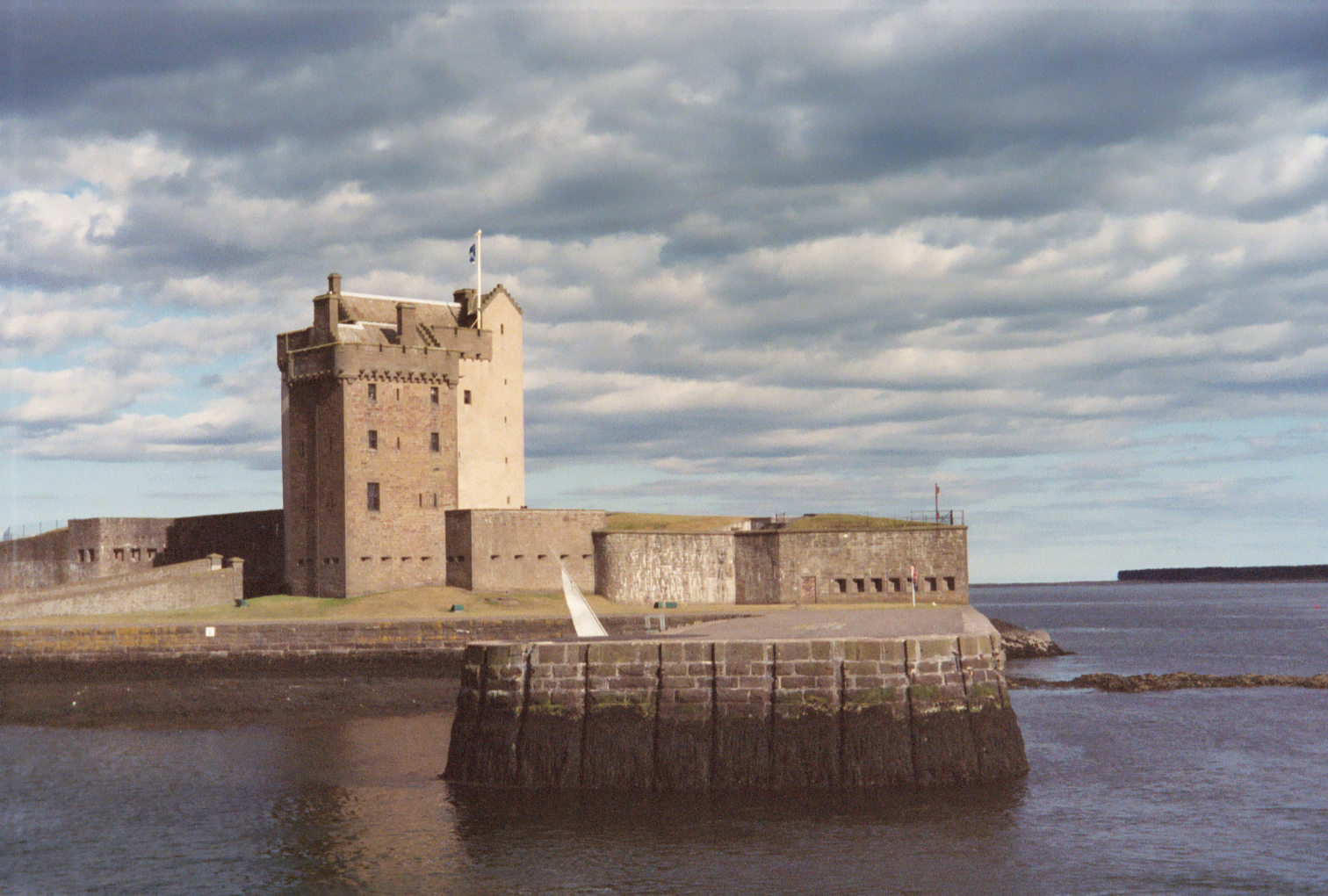
城堡與泰河河岸

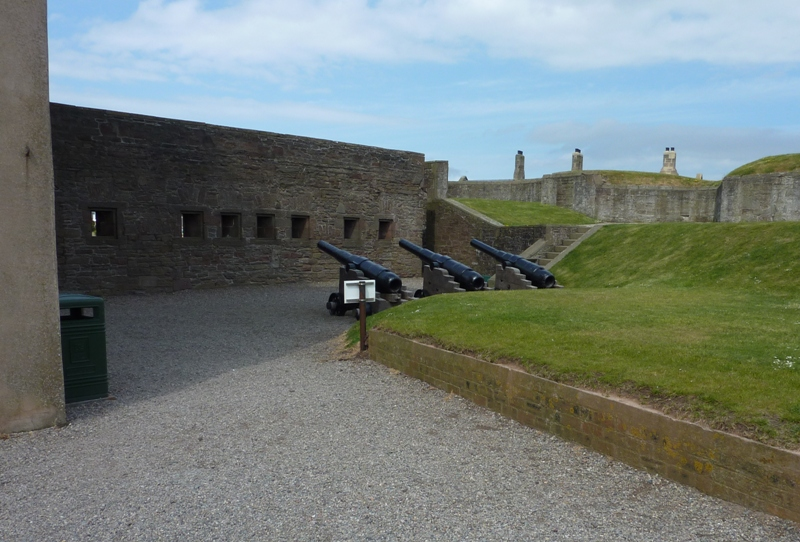
城堡內的19世紀大砲

16世紀的粗暴求婚戰爭中，城堡首次一到軍事考驗。1547年9月平其戰役後，英格蘭的富利斯的格雷勳爵購買了城堡。在城堡轉讓前，城堡信使尼尼安·科伯恩向英方指揮官第一代萨默塞特公爵爱德华·西摩交涉，而他獲得£4獎金；而蘇格蘭守城員則獲得英格蘭退休金，捕魚收入和出入口許可，而他後來更向英方指揮官提供£138貸款。萨默塞特公爵的隨行作家威廉·帕滕寫下了此城堡的重要性：
「它這樣地矗立在在泰河河口，能夠控制鄧迪和聖約翰鎮（今珀斯），及會控制許多其它市鎮或使他們放棄使用河流。」
城堡的位置有利於守方，而湍急的河流使海路進攻變得不太可行。英軍取得城堡控制權後，立即加強城堡防衛，並在城堡海角建造壕溝。愛德華·克林頓在意大利工程師乔瓦尼·迪罗塞蒂建議下再加化城堡防守，於城堡駐軍100人和三艘戰船。守城最初由安德魯·達德利爵士，諾森伯蘭公爵的弟弟帶領，他希望能在鄧迪傳播丁道爾譯本聖經。安德鲁·达德利在1547年10月寫道「未曾有人帶領一隊能夠如此大吃大喝和懶散的士兵」，雖然「城堡仍然健在」。他的守兵包括意大利和西班牙士兵，而他希望威爾頓的格雷能派遣一名法國外科醫生專家給他。1547年10月27日，鄧迪市同意支援守軍反抗蘇格蘭統治者阿倫伯爵，最終他們在兩艘戰船威迫下，鄧迪市警官約翰·斯克林杰（John Scrimgeour），百列和議會簽下協議。
1547年11月22日，阿蓋爾伯爵派遣邓肯·邓达斯（Duncan Dundas）帶領一支150人的軍隊試圖奪取城堡但未能成功。1547年12月，托马斯·温德姆派多兩艘戰船保衛城堡，並在聖誕節燒毀了巴尔梅里诺修道院。1548年1月12日，一百支火繩槍以及火药筒、火柴、子弹铸模等從贝里克送到鄧迪。托马斯·帕尔默爵士和意大利工程師乔瓦尼·迪罗塞蒂重新強化城堡，發現城堡附近的小山丘是個弱點。1548年2月，100名工人以及新的軍備從贝里克出發，強化該小丘的防禦及甚至考慮在鄧迪建立一個城塞，當中包括拆除市內教堂和市政廳。
安德魯·達德利的繼任人約翰·勒特雷爾，他之前為因奇科姆島的指揮官。1546年5月11日，英軍在哈丁敦的指揮官威爾頓的格雷寫信給勒特雷尔，告訴他由於預期法國艦隊參戰，他不要期望會得到更多補給。威爾頓的格雷亦警告他要提防蘇格蘭派人刺殺他，而萨默塞特公爵亦要求他解僱他的德國傭兵。同時勒特雷尔亦接命令在城堡附近建立新的防禦工事。1548年11月，他寫給萨默塞特公爵說工程進度不像預期，城堡草皮地基不穩固無法加強防守。
1550年，英格蘭帶來12艘船隻以協助防守。2月12日守軍抵抗六天後戰敗，蘇格蘭和法國聯軍奪回布勞蒂城堡，由保罗·德·特尔姆帶領的240名法軍有50人戰死。

### 三國之戰

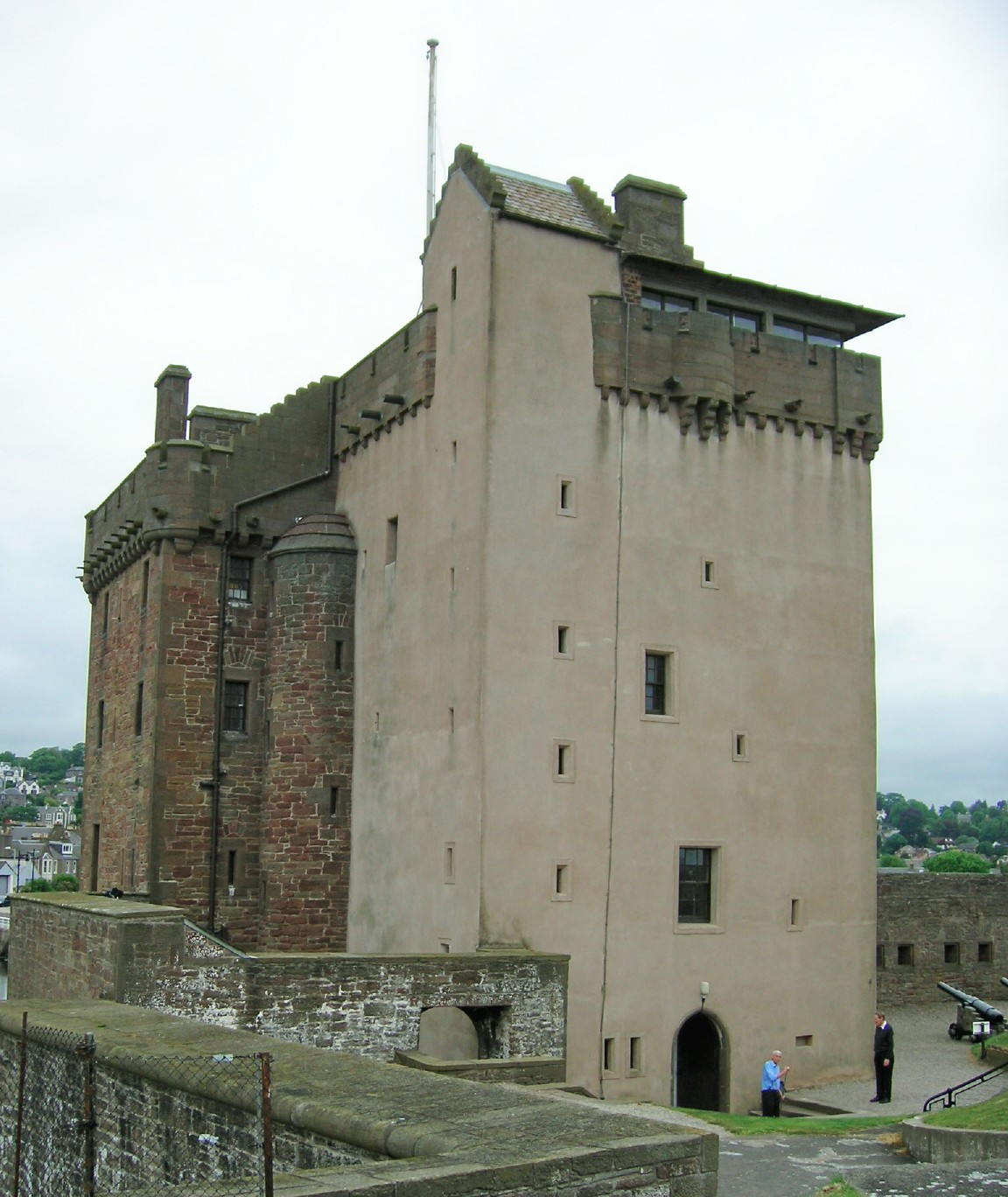
布勞蒂城堡

1651年，城堡再次受到軍事考驗，三國之戰中由喬治·蒙克領導的議會軍進攻城堡。守軍保皇黨人不戰而逃。1666年格雷家族把城堡賣掉後，城堡更殘破不堪。

### 近況
1846年，城堡被愛丁堡和北方鐵路公司買下，以便在旁興建碼頭用作鐵路渡輪。1855年城堡被英國陸軍部買下，用來防守港口和俄國。1860年經過審視後，因英方懼怕法軍入侵而使陸軍部加強城堡防守。城堡在罗伯特·罗安德·安德森的設計下重建，重建了主庭園的城牆，以及在臺屋旁新建了庭園和新翼。第一次世界大戰期間城堡部署了兩支QF 4.7吋Mk I – IV速射艦砲
。
1886至87年，城堡以東建立了一個靶場用來存放水雷，在戰時這些水雷能夠放在泰河河口摧毀敵艦，1889至91年在城堡西部建立了一座軍火庫。城堡維持軍事用途至1932年，但在1939至49年間重新成為軍用設施。最後一次防守相關建造是在二戰期間在主塔樓頂建立一個防守位置。
1969年城堡以博物館形式對外開方，由鄧迪市議會營運，並列入在册古迹。

## 外部連結
- Historic Environment Scotland: Visitor guide （页面存档备份，存于）

56°27′46″N 2°52′13″W / 56.46278°N 2.87028°W